# Feuillien de Coppin de Falaën
Feuillien-Charles-Marie-Joseph de Coppin de Falaën, (Falaën 12 maart 1800 - 10 maart 1887) was secretaris van het Voorlopig Bewind tijdens de Belgische Revolutie van 1830 en lid van het Nationaal Congres.

## Levensloop
Jonkheer Feuillien de Coppin was de derde van de zeven kinderen van baron Joseph de Coppin de Falaën (1763-1840), die in 1816 in de adelstand werd opgenomen met de persoonlijke titel van baron (in 1826 overdraagbaar op de oudste zoon) en van Anne-Marie de Harlez (1771-1833). De oudste zoon, baron Guillaume de Coppin (1797-1885) werd secretaris generaal, vervolgens provinciaal griffier van de Nederlandse provincie Namen.
Feuillien de Coppin bevond zich in Brussel bij het uitbreken van de Belgische Revolutie en maakte zich nuttig als secretaris eerst van de 'Commission administrative', vervolgens van het Voorlopig Bewind. Zijn inbreng was bescheiden en was eerder die van verslaggever, zoals hij trouwens ook op het bekende schilderij op de achtergrond staat afgebeeld. Hij hield er niettemin aan om als lid te worden erkend, want in een discussie in het Congres over een te kiezen staatshoofd, uitte hij de dreiging dat hij ontslag zou nemen uit het Voorlopig Bewind als die verkiezing niet dringend plaatsvond. Deze dreiging zal wellicht niet veel indruk gemaakt hebben.
Door zijn arrondissement werd hij tot lid van het Nationaal Congres verkozen. Ook daar speelde hij geen grote rol, tenzij als secretaris of stemopnemer. Hij nam deel aan de belangrijke stemmingen en schaarde zich telkens achter de zienswijze van de meerderheid. Zo gaf hij zijn stem aan de onafhankelijkheidsverklaring en aan het decreet voor eeuwigdurende uitsluiting van de Nassaus. In de februariverkiezingen stemde hij voor de hertog van Nemours en voor Surlet de Chokier. In juni stemde hij voor Leopold van Saksen Coburg en voor de aanvaarding van het Verdrag der XVIII artikelen.
Tijdens de gebeurtenissen in het najaar van 1830 had de erg Fransgezinde Pierre Van Meenen de gouverneurspost van Zuid-Brabant overgenomen van Hyacinthe van der Fosse.
In december 1830 benoemde het nieuwe regime De Coppin de Falaën tot interim-gouverneur en op 9 juli 1831 tot gouverneur van de tot Brabant omgedoopte provincie. Dit bleef hij tot 21 september 1834.
Hij trok zich toen als ambteloos burger in het familiekasteel van Falaën terug en bracht er nog een halve eeuw door als vrijgezel, samen met zijn broers Charles (1802-1848), Leopold (1804-1879), burgemeester van Falaën, en Eugène (1808- ), burgemeester van Ermeton. Hij richtte er in 1855 de parochieschool op.
Op zijn doodsprentje werd Feuillien vermeld als 'baron', zoals men hem ook in de notulen van het Nationaal Congres noemde en waarschijnlijk algemeen in de wandel zo betitelde. Hij heeft deze titel nochtans nooit gedragen, aangezien de titel van zijn vader naar zijn oudste broer en vervolgens naar diens zoon ging.